# Albina Fernandes

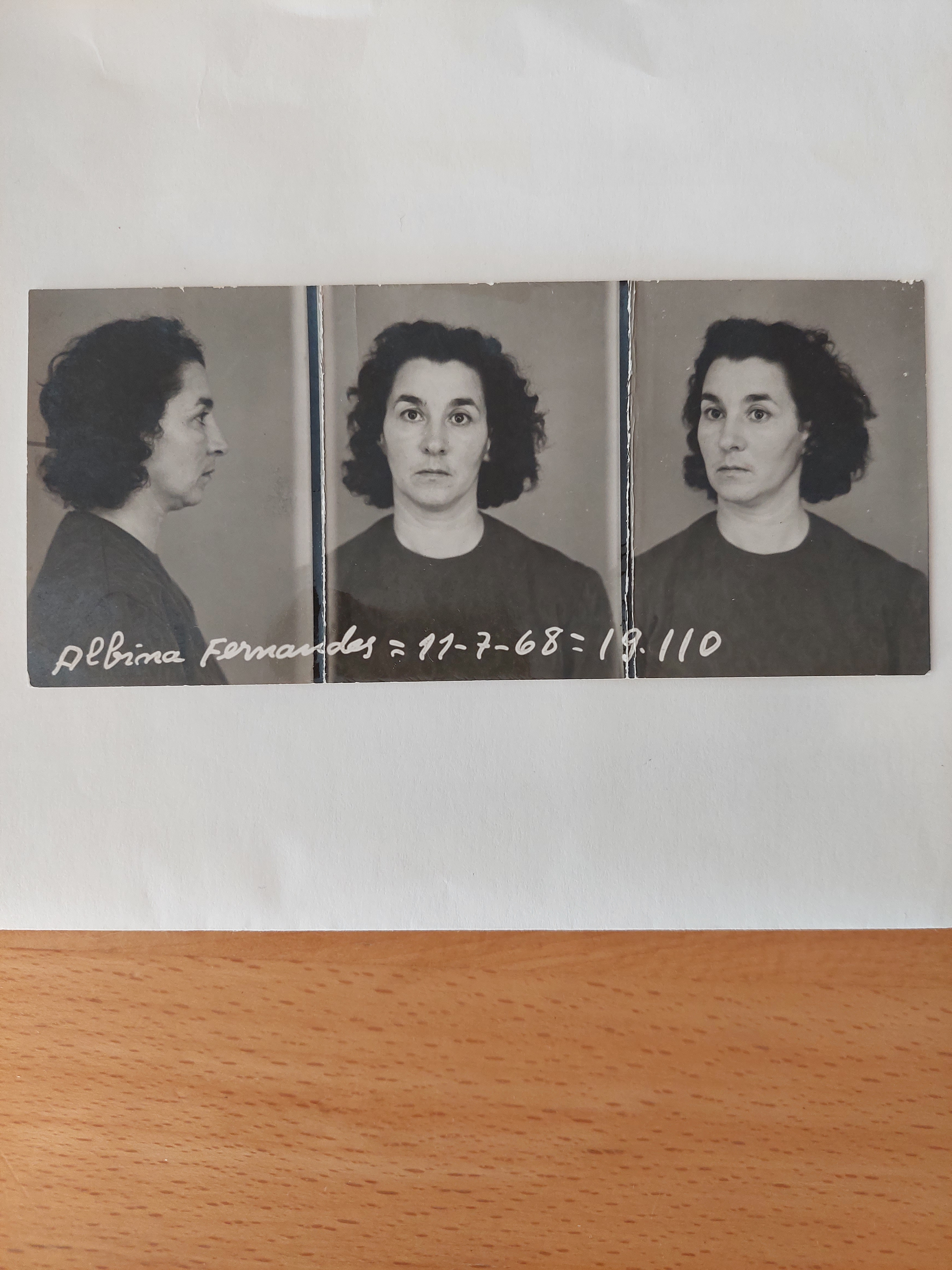
Fotografia da PIDE de Albina Fernandes

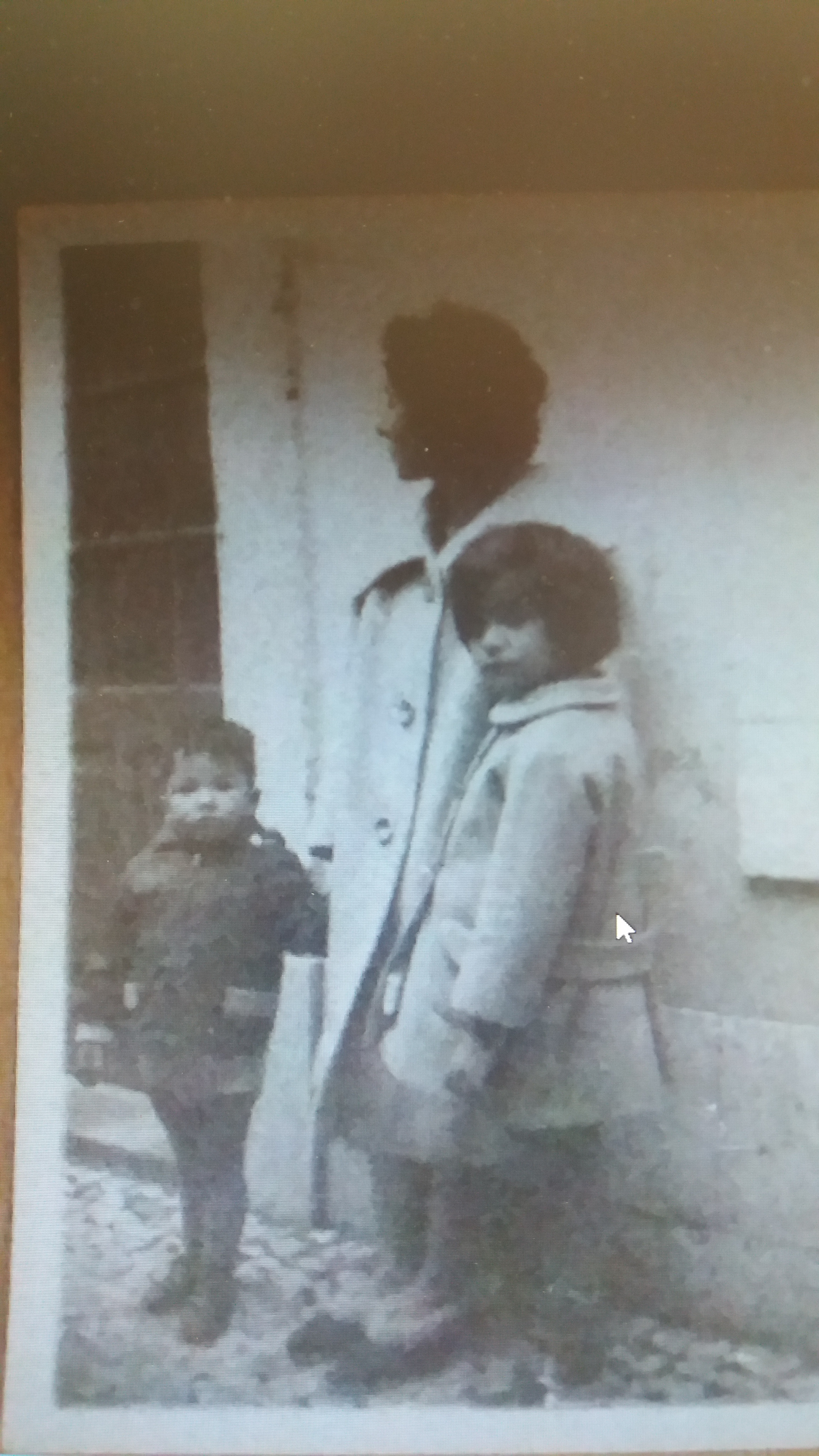
Albina Fernandes com o filho Rui e a enteada Isabel

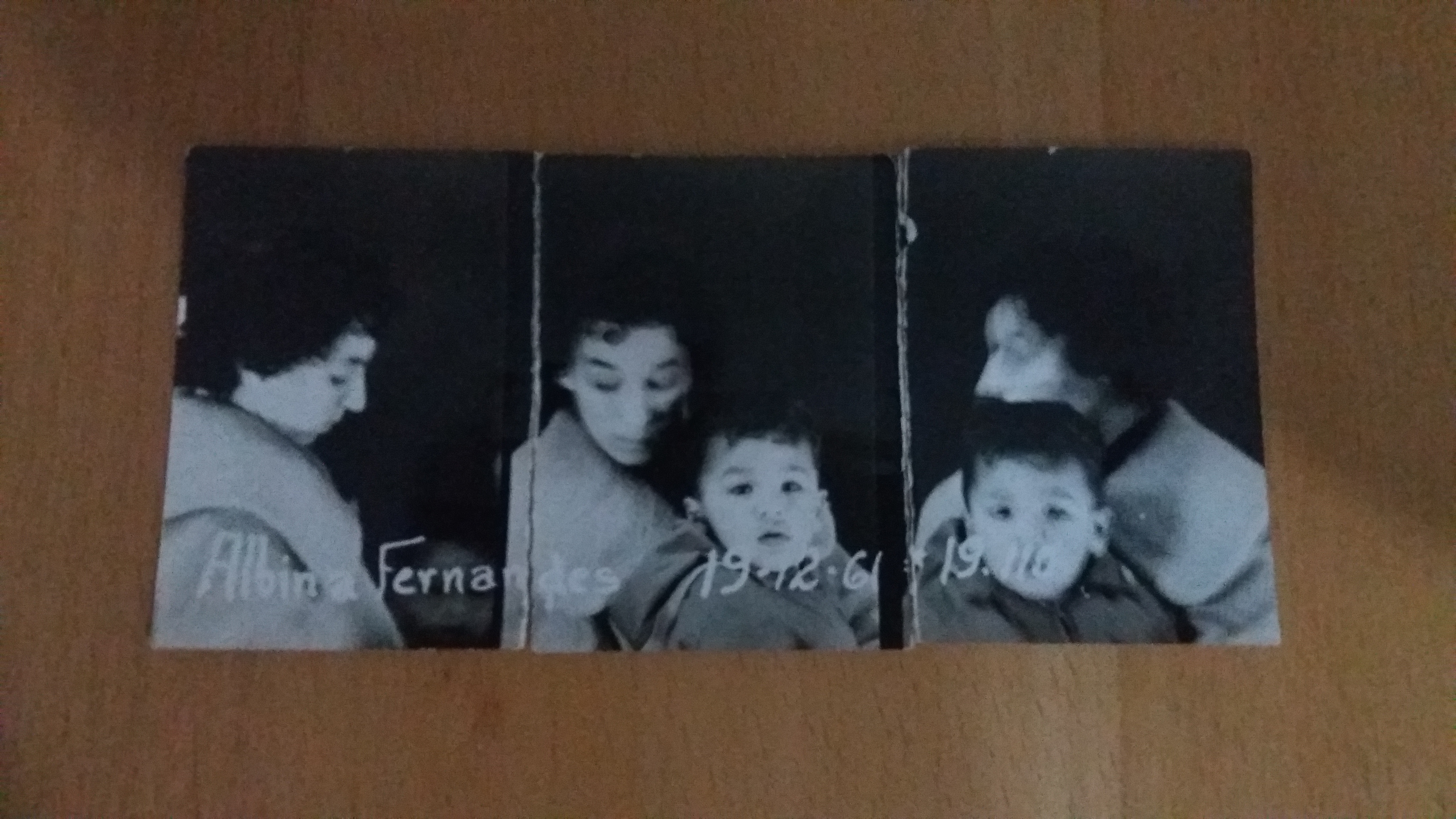
Foto de Albina Fernandes quando foi presa, com o filho Rui

Albina Fernandes também Albina Pato, Albina Fernandes Pato ou Rosália (Soissons, França, 5 de janeiro de 1928 – Lisboa, 2 de outubro de 1970) foi uma militante comunista revolucionária anti-fascista portuguesa do Partido Comunista Português, opositora do regime do Estado Novo e combatente na resistência francesa.

## Biografia

### Juventude
Filha de um casal de comunistas portugueses emigrado em França, onde Albina Fernandes nasce em 1928, vive a infância no seio da resistência francesa durante a ocupação alemã da França no contexto da Segunda Guerra Mundial, durante a qual cresce sob o peso do risco eminente da prisão dos pais pelos nazis. Inicia assim ainda muito nova a militância na Juventude Comunista Francesa.

### Adesão ao Partido Comunista Português
Com o fim da Guerra, Albina Fernandes irá viver para Portugal onde adere ao Partido Comunista Português. Casa aos vinte anos, em 1948, com Alcino de Sousa Ferreira. Em outubro de 1949, quando o seu marido se torna funcionário do PCP, passam juntos à clandestinidade, onde vivem em casas do partido até Alcino de Sousa Ferreira ser preso por motivos políticos pela Polícia Internacional e de Defesa do Estado a 12 de fevereiro de 1951.

### Vida na Clandestinidade
Albina Fernandes irá viver com o pseudónimo Rosália nos 11 anos seguintes em inúmeras casas clandestinas do PCP por todo o país, contexto no qual conhece o militante Octávio Pato com quem inicia uma relação. Será capturada pela PIDE a 15 de dezembro de 1961, no mesmo dia em que, num lugar diferente, será preso Octávio Pato, e levada com os filhos para a Cadeia de Caxias.
Os filhos do casal, Rui Pato, com 2 anos, e Isabel, com 6 anos e filha biológica de Antónia Joaquina Monteiro, foram mantidos presos com Albina Fernandes na cela, que dormia com os joelhos no chão agarrada aos pulsos de ambos deitados na cama, para que não fossem levados durante a noite enquanto dormia. Algo que a PIDE tentou fazer pouco tempo depois, com a intenção de colocar as crianças numa instituição sob o pretexto de que Albina Fernandes e Octávio Pato não eram casados, além de os filhos não estarem registados em função de terem nascido em situação de clandestinidade. Albina Fernandes recusar-se-ia daí em diante a largar mão dos filhos todo o tempo que esteve na prisão, tendo-se celebrizado a sua fotografia de identificação na ficha da PIDE para a qual os agentes da PIDE não conseguiram retirar-lhe Rui Pato do colo, ilustrativa da determinação de sua mãe. A intransigência de Albina Fernandes em exigir que os filhos fossem entregues aos avós na sua presença surtiu finalmente efeito após 25 dias juntos na cela da prisão, sendo os filhos entregues aos avós paternos a 10 de janeiro de 1962.

### Prisão
O julgamento de Albina Fernandes ocorreria no mesmo dia do do seu companheiro Octávio Pato na Fortaleza de Peniche, apenas a 17 de novembro de 1962, quase um ano depois da sua detenção. Condenada a três anos de cadeia e à perda de direitos políticos por 15 anos, ficaria no entanto presa de forma arbitrária por 6 anos e 7 meses nos calabouços do regime do Estado Novo na Prisão de Caxias, nos quais foi brutalmente torturada física e psicologicamente. Em novembro de 1966 militantes comunistas em liberdade lançam uma petição, assinada por muitos cidadãos, apelando à sua libertação em função de estar cumprida a pena à qual fora condenada e da sua saúde ter sido degrada pelos maus tratos na prisão. Só dois anos depois, a 9 de julho de 1968, lhe seria concedida a liberdade condicional.

### Morte
Em liberdade, Albina Fernandes moveria uma campanha pela libertação do companheiro Octávio Pato, mas sem sucesso. Com a saúde mental muito afectada pelos maus tratos na cadeia, suicidar-se-ia a 2 de outubro de 1970. A Comissão Nacional de Socorro aos Presos Políticos, nas pessoas de Maria Eugénia Varela Gomes e Sophia de Mello Breyner Andresen, acusaria publicamente o governo, através de telegrama enviado ao Presidente do Conselho Marcelo Caetano, de ser responsável pela morte de Albina Fernandes Pato. Sofia de Oliveira Ferreira, a mulher que mais tempo esteve presa pela PIDE, atribuiria a degradação da saúde de Albina Fernandes à negligência do médico da PIDE José Godinho Gama Barata que nunca a socorreu durante as suas inúmeras crises nervosas que sofreu na cadeia.